# 国道27号

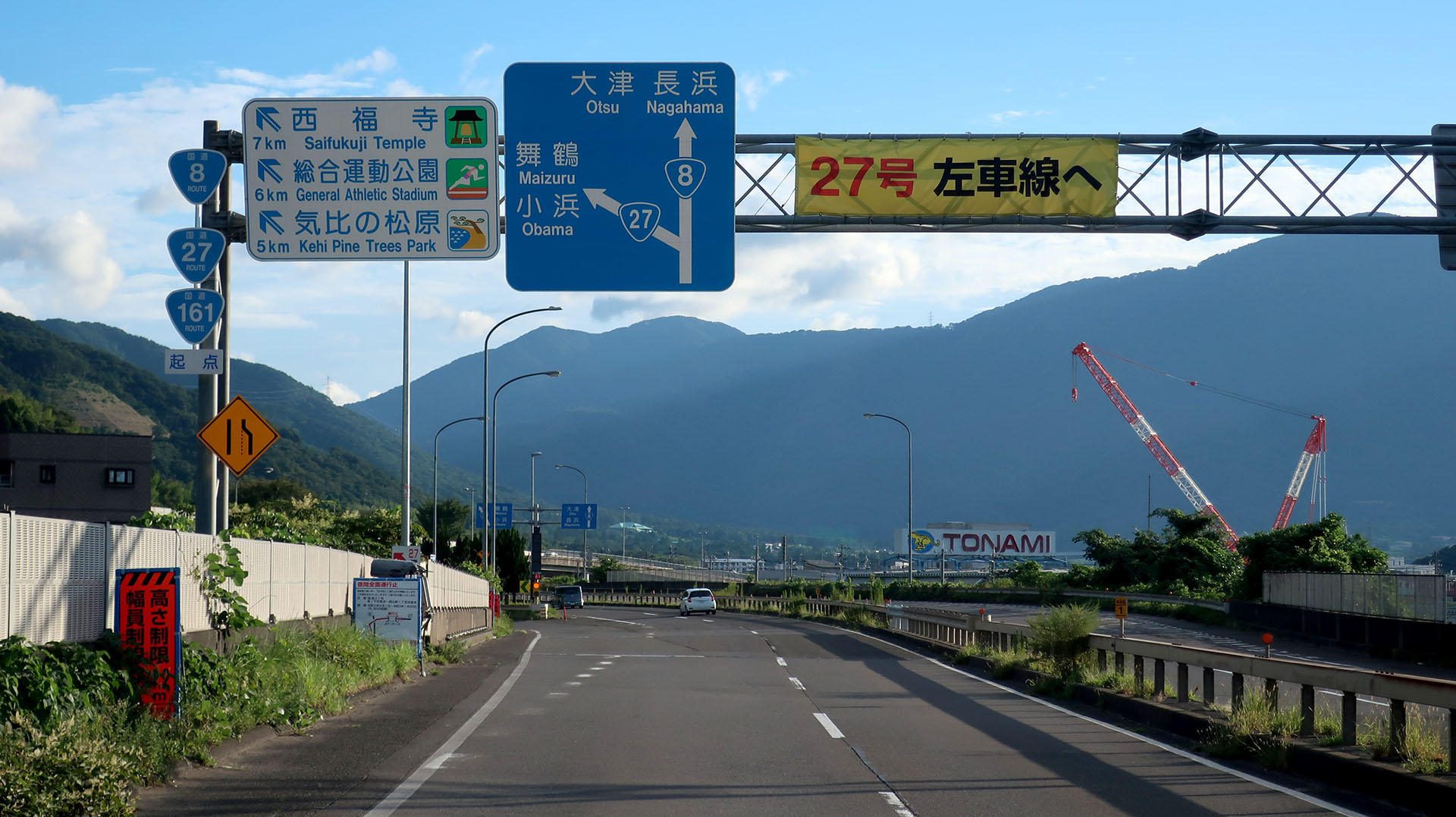
国道27号 起点
福井県敦賀市 坂ノ下ランプ

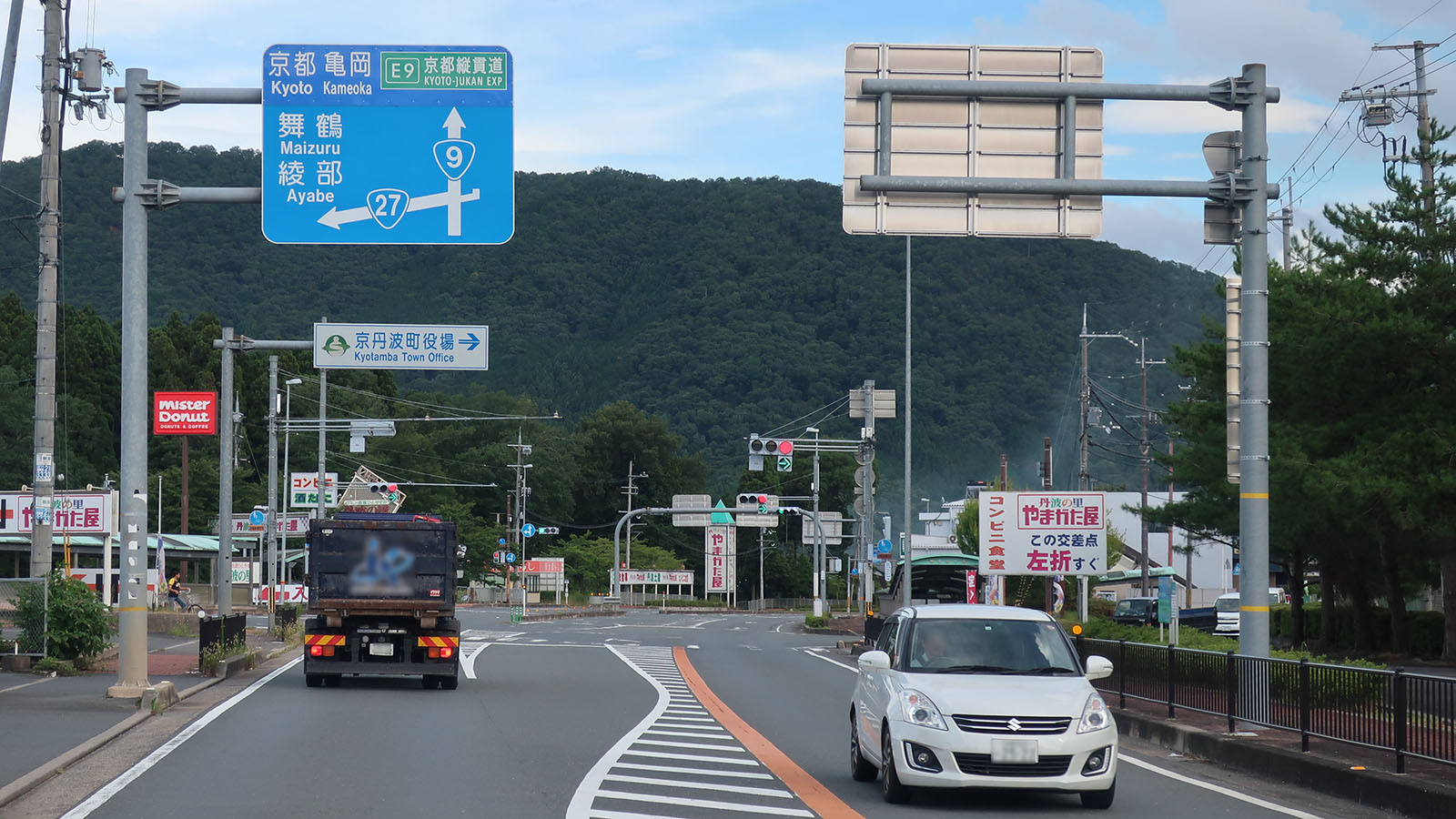
国道27号 終点
京都府船井郡京丹波町
蒲生交差点

国道27号（こくどう27ごう）は、福井県敦賀市から京都府船井郡京丹波町に至る一般国道である。

## 概要
若狭湾沿岸を走り、嶺南と丹波地方を結ぶ。旧一級国道にしては珍しく、終点の自治体が郡部である。また、都道府県庁所在地を通らない国道としては最も番号が若い。「北陸と山陰の架け橋」としての機能を果たしている。
国道27号に沿って京都縦貫自動車道（丹波綾部道路）および、舞鶴若狭自動車道がほぼ並行している。
1995年（平成7年）1月17日早朝に発生した兵庫県南部地震（阪神・淡路大震災）で、名神高速道路の末端部分などが通行不能となったことから迂回路として使用され、大型車両などが集中した。

### 路線データ
一般国道の路線を指定する政令に基づく起終点および重要な経過地は次のとおり。
- 起点：敦賀市（坂ノ下ランプ = 国道8号上、国道161号起点、国道162号終点）
- 終点：京都府船井郡丹波町[注釈 3]（蒲生交差点 = 国道9号交点）
- 重要な経過地：福井県三方郡三方町[注釈 4]、同県遠敷郡上中町[注釈 4]、小浜市、舞鶴市、綾部市、京都府船井郡和知町[注釈 3]
- 総延長 : 136.2 km（福井県 72.3 km、京都府 63.8 km）重用延長を含む[2][注釈 5]
- 重用延長 : 1.1 km（福井県 1.1 km、京都府 - km）[2][注釈 5]
- 未供用延長 : なし[2][注釈 5]
- 実延長 : 135.0 km（福井県 71.2 km、京都府 63.8 km）[2][注釈 5]
  - 現道 : 135.0 km（福井県 71.2 km、京都府 63.8 km）[2][注釈 5]
  - 旧道 : なし[2][注釈 5]
  - 新道 : なし[2][注釈 5]
- 指定区間：敦賀市樋の水町12番1 - 船井郡京丹波町蒲生八ツ谷46番13（全線）[3]

## 歴史
国道27号の起源は、1904年（明治37年）3月4日に「國道表」に追加された国道53号「舞鶴鎮守府と第九師団とを拘聯する路線」である。第九師団は金沢に置かれたので、この路線は現8号と重複して舞鶴と金沢とを結ぶ路線ということになる。ただし、現8号に相当する当時の国道18号は現365号のルートを通っていたので、重複区間は武生からである。京都方面との連絡は、福知山を経由する国道52号「東京より舞鶴鎮守府に達する路線」（現1号、9号、175号経由）によっており、現27号の京丹波町 - 舞鶴市間は国道になっていない。

### 年表
- 1920年（大正9年）施行の旧道路法に基づく路線認定で、旧53号は起点を東京とする国道35号「東京市より舞鶴鎮守府所在地（京都府加佐郡中舞鶴町）に達する路線（乙）」（現1号、8号、敦賀で分岐）となった。なお、「（甲）」は旧52号の国道34号である。
- 1952年（昭和27年）12月4日 - 新道路法に基づく路線指定で、旧35号の単独区間に舞鶴市 - 船井郡須知町間を加え、一級国道27号（福井県敦賀市 - 京都府船井郡須知町（現 船井郡京丹波町））として指定された。
- 1965年（昭和40年）4月1日 - 道路法改正によって一級・二級の別がなくなり一般国道27号となった。

## 路線状況

### 別名
- 丹越国道
- 大門通り（舞鶴市市場 - 北吸）

### バイパス

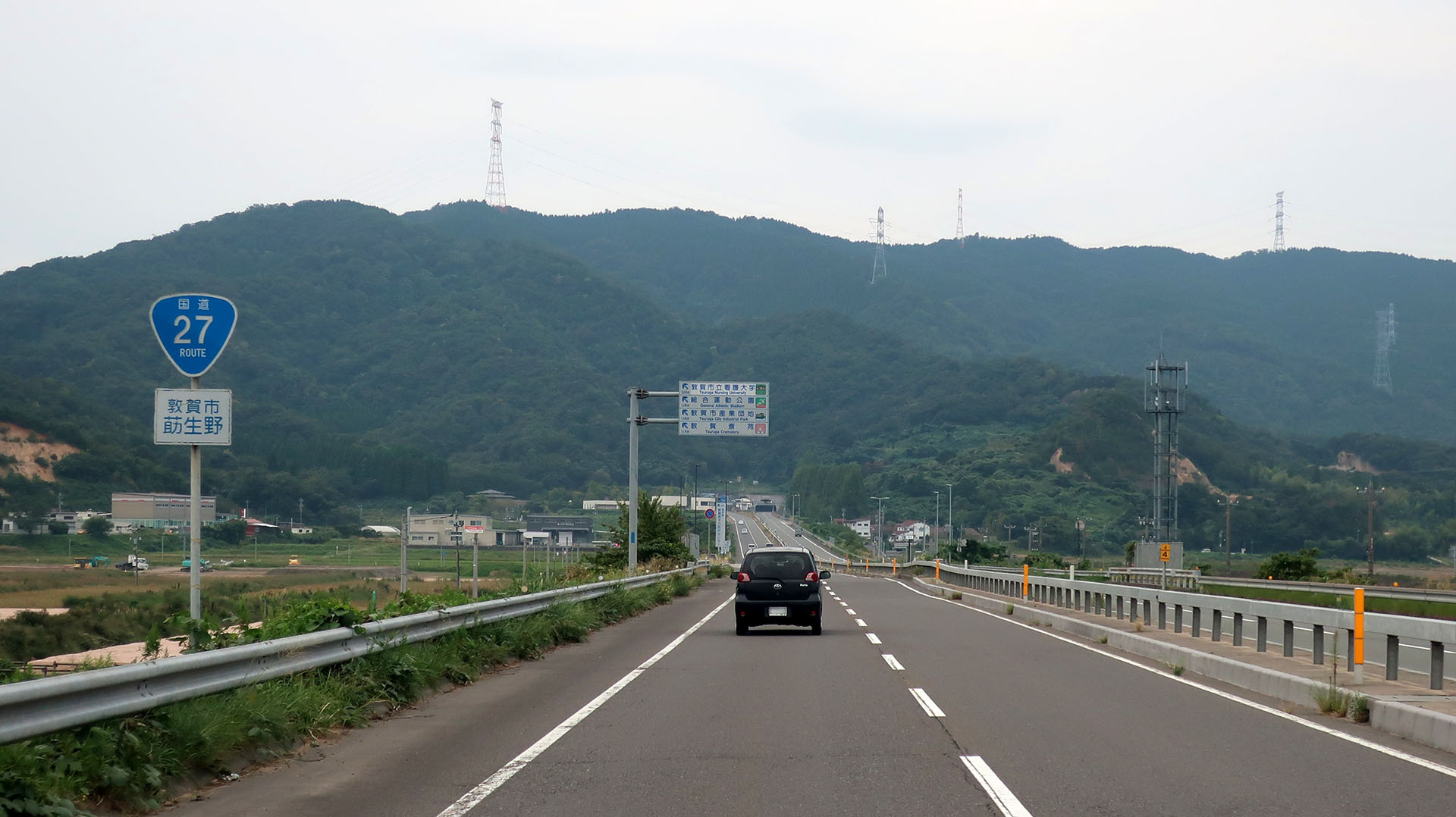
金山バイパス
福井県敦賀市莇生野

- 金山バイパス（福井県敦賀市樋の水町・坂ノ下ランプ - 同県三方郡美浜町佐田・佐田ランプ）
- 美浜東バイパス（福井県三方郡美浜町佐田・佐田ランプ - 同町佐柿・佐柿ランプ）
- 青葉改良（福井県大飯郡高浜町六路谷 - 京都府舞鶴市吉坂、全区間未開通）
- 西舞鶴道路（京都府舞鶴市京田 - 同市上安、全区間未開通）
- 和知バイパス（京都府船井郡京丹波町才原 - 同町大倉）
- 下山バイパス（京都府船井郡京丹波町下山 - 同町富田）

### 重複区間
- 国道8号（現道 - 旧道連絡部：福井県敦賀市・坂ノ下ランプ（起点） - 同市・岡山１丁目交差点）
- 国道161号（福井県敦賀市・坂ノ下ランプ（起点） - 同市・岡山１丁目交差点）
- 国道162号（福井県敦賀市・坂ノ下ランプ（起点） - 同県三方上中郡若狭町・三方交差点）
- 国道162号（福井県小浜市・湯岡橋東詰交差点 - 同市・湯岡交差点）

### 道の駅
- 福井県
  - 若狭美浜はまびより（三方郡美浜町）
  - 若狭おばま（小浜市）
  - うみんぴあ大飯（大飯郡おおい町）
  - シーサイド高浜（大飯郡高浜町）
- 京都府
  - 和（船井郡京丹波町）

## 地理

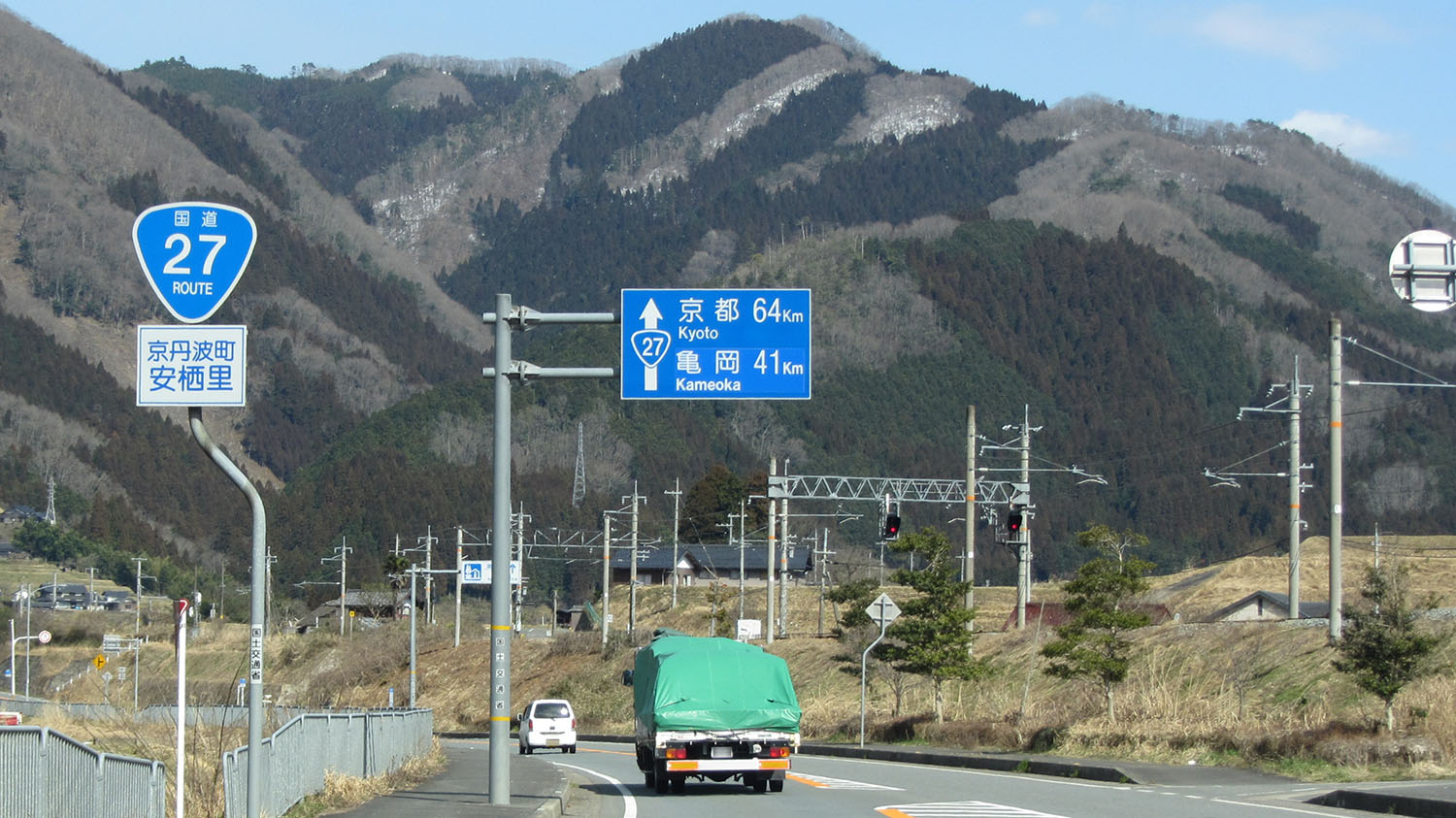
京都府船井郡京丹波町
安栖里門縄手（2012年3月）

### 通過する自治体
- 福井県
  - 敦賀市 - 三方郡美浜町 - 三方上中郡若狭町 - 小浜市 - 大飯郡おおい町 - 大飯郡高浜町
- 京都府
  - 舞鶴市 - 綾部市 - 船井郡京丹波町

### 交差する道路
- 福井県

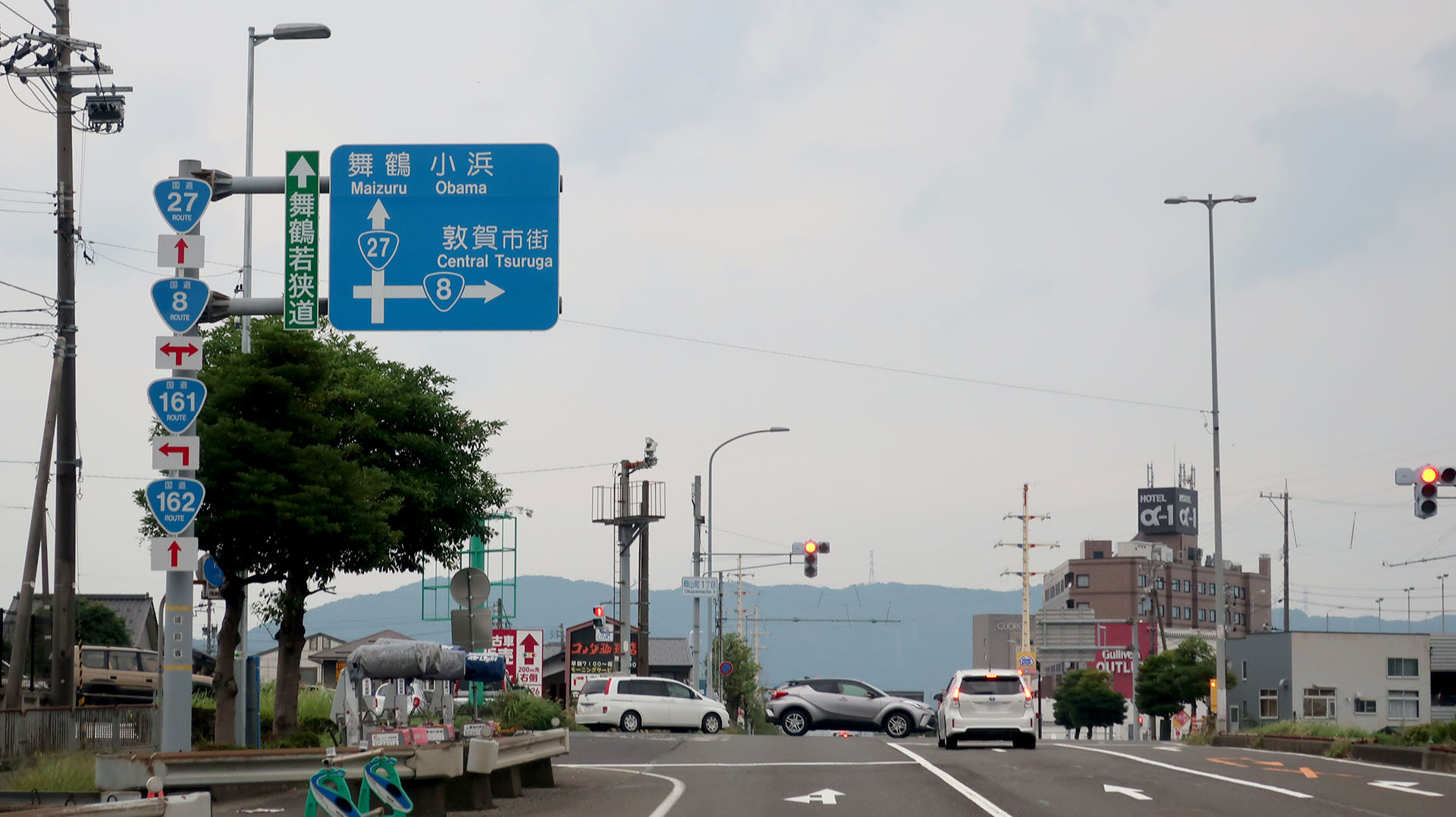
国道8号（旧道）との交差
福井県敦賀市岡山町1丁目交差点

  - 国道8号＜現道：敦賀バイパス＞・国道161号（敦賀市樋の水町・坂ノ下ランプ、起点）
  - 国道8号＜現道：旧道連絡部＞・国道161号（敦賀市樋の水町・坂ノ下ランプ、起点 - （重複） - 同市岡山町一丁目・岡山町1丁目交差点）
  - 国道162号（敦賀市樋の水町・坂ノ下ランプ、起点 -（重複）- 三方上中郡若狭町三方・三方交差点）
  - 国道8号＜旧道＞・国道161号（敦賀市岡山町一丁目・岡山町1丁目交差点）
  - E27 舞鶴若狭自動車道 若狭美浜IC（三方郡美浜町山上）
  - E27 舞鶴若狭自動車道 若狭三方IC（三方上中郡若狭町気山）
  - 国道303号・国道367号（三方上中郡若狭町三宅・三宅交差点）
  - 国道162号（小浜市和久里・湯岡橋東詰交差点 -（重複）- 同市湯岡・湯岡交差点）
  - E27 舞鶴若狭自動車道 小浜西IC（小浜市岡津）
- 京都府
  - 国道175号・国道177号・国道178号（舞鶴市魚屋・大手交差点）
  - E9 京都縦貫自動車道（丹波綾部道路）（国道478号） 綾部安国寺IC（綾部市安国寺町）
  - 国道173号（綾部市味方町・新綾部大橋交差点）
  - E9 京都縦貫自動車道（丹波綾部道路）（国道478号） 京丹波わちIC（船井郡京丹波町才原）
  - 国道9号（船井郡京丹波町蒲生蒲生野・蒲生交差点、終点）

## 接続路線図

### 主な峠
- 福井県
  - 倉見峠（標高120 m）：三方上中郡若狭町
  - 椿峠（標高102 m）：三方郡美浜町
  - 吉坂峠（標高86 m）：大飯郡高浜町 - 京都府舞鶴市

## ギャラリー

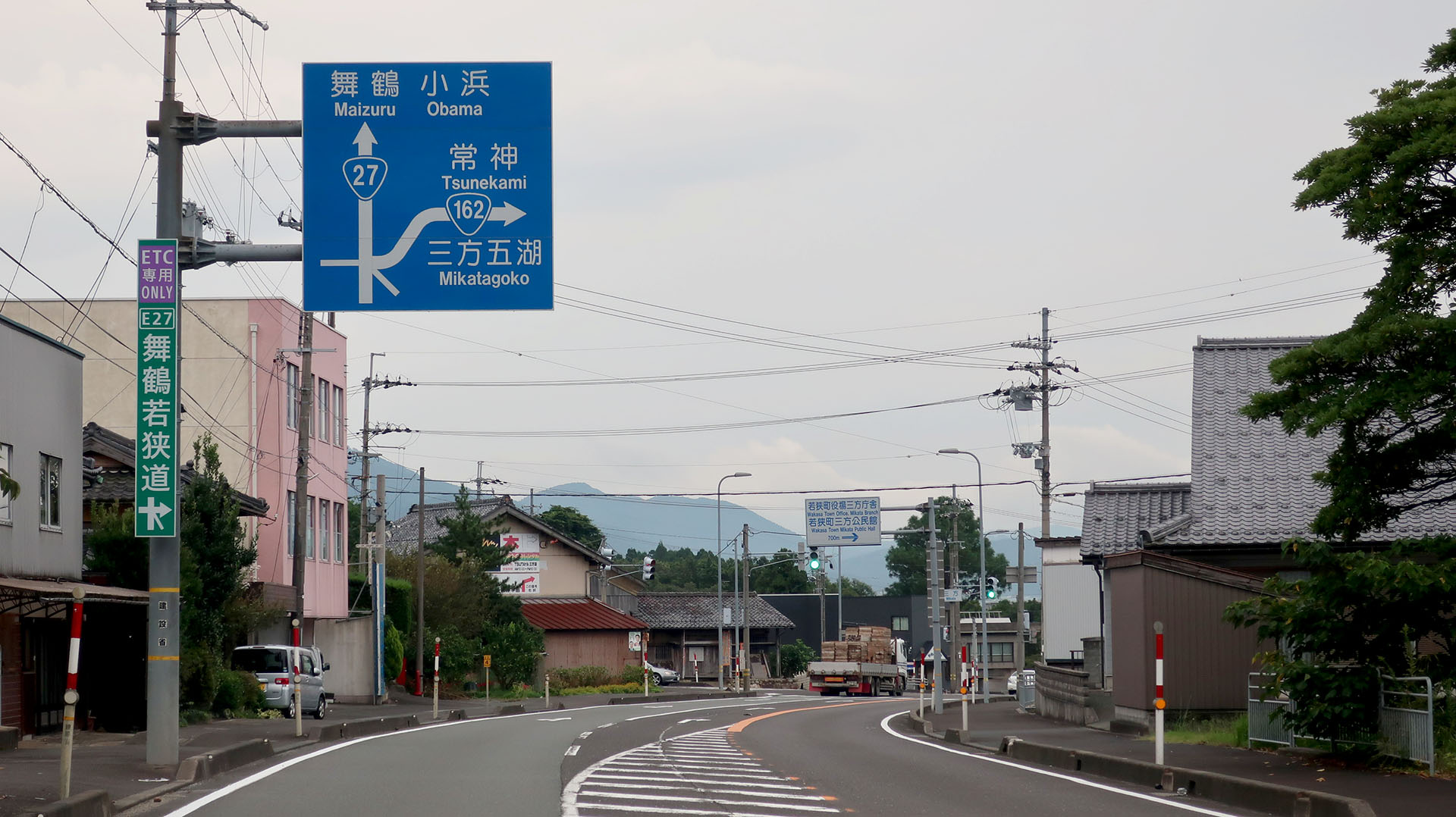
国道162号への分岐 福井県三方上中郡若狭町
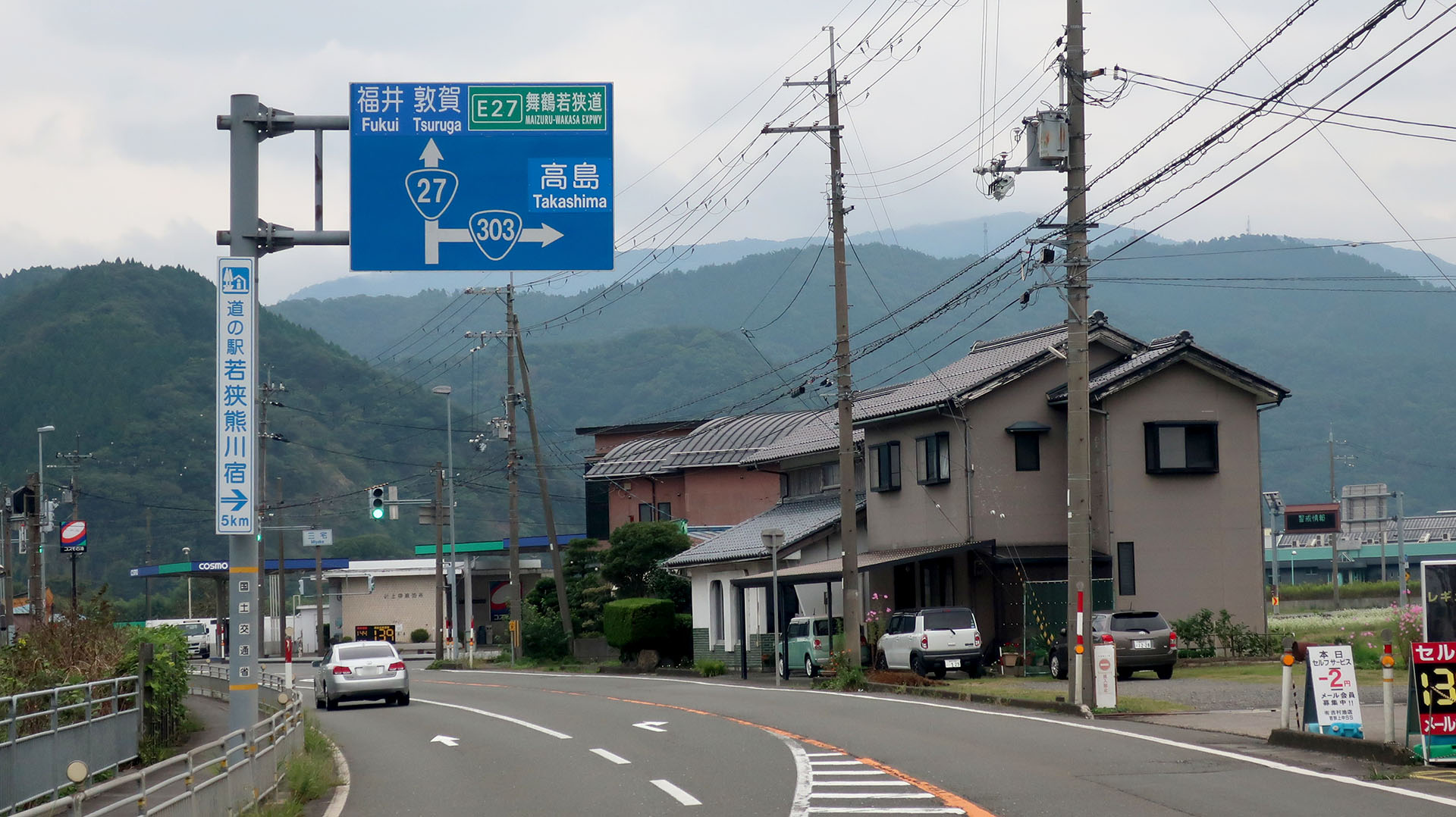
国道303号との分岐 福井県三方上中郡若狭町
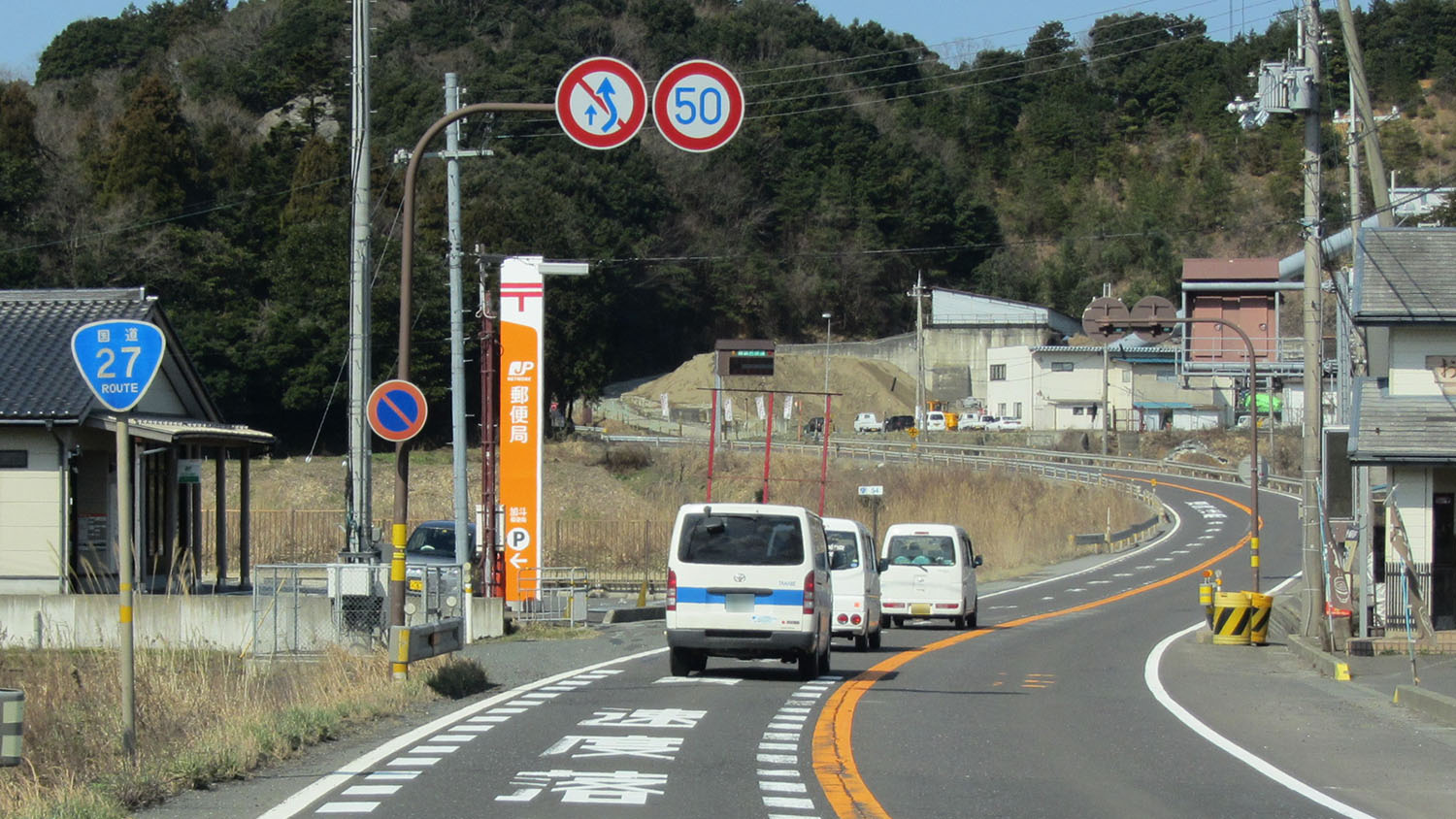
福井県小浜市加斗
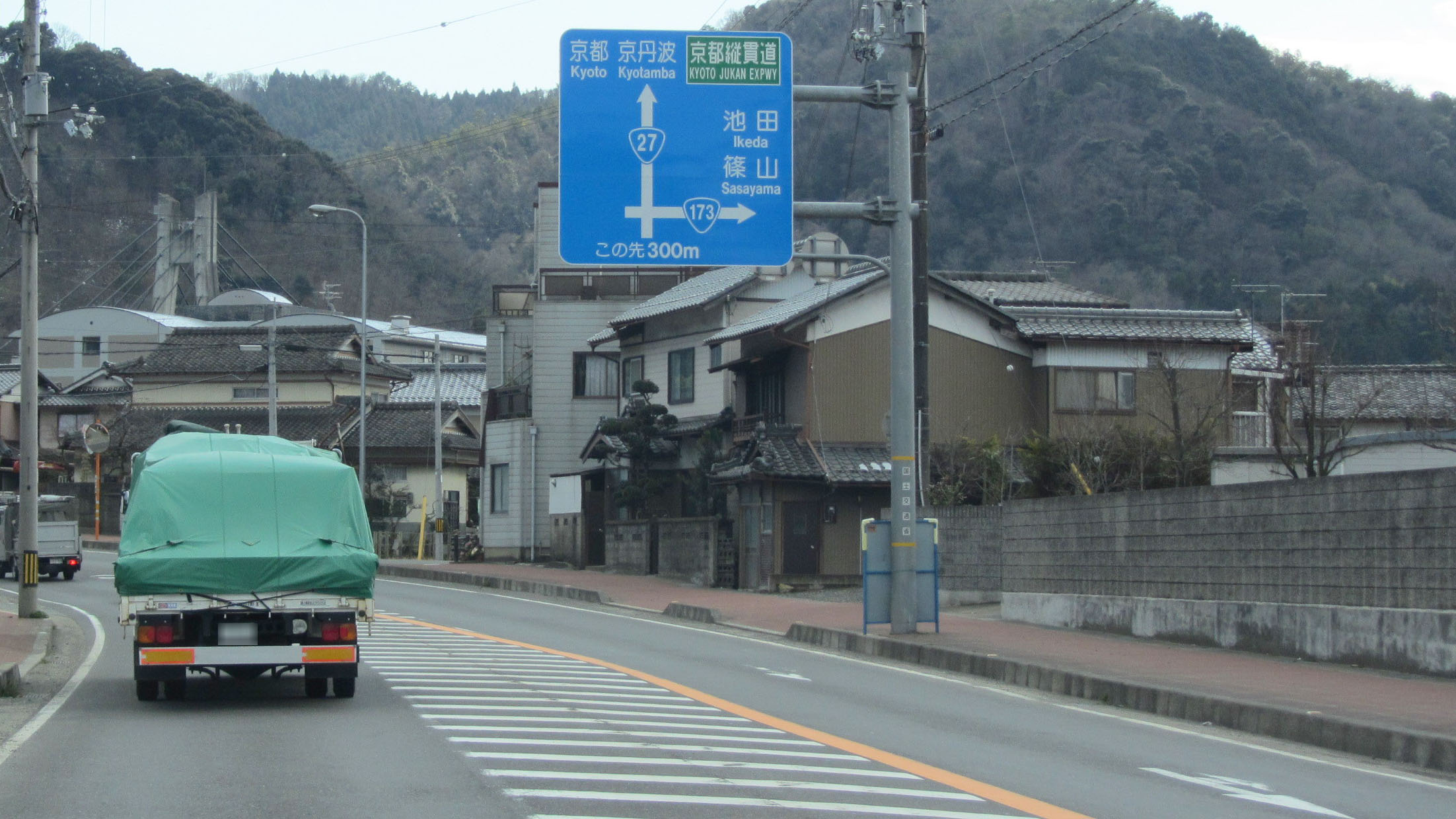
国道173号への分岐 京都府綾部市

## その他
- 敦賀市起点より1.1 kmの区間は本路線と国道8号・161号・162号の重複区間となっており、下り線の岡山町１丁目交差点手前には道路案内板の柱に国道標識およびその進路案内矢印の標識が4組縦並びに設置されている。
- 福井県道は27号が欠番になっている。
- 小浜市と綾部市の間は、福井県道・京都府道1号小浜綾部線経由のルートがより短い距離となる。
- 美浜東バイパス佐柿ランプを降り右折し町道を通過し福井県道225号敦賀美浜線（旧国道27号）を左折し坂尻交差点から若狭広域農道（通称「若狭梅街道」）が若狭町大鳥羽までおおむね並行しているほか、小浜市東市場交差点から若狭西部広域農道（通称「若狭西街道」）が高浜町園部交差点までおおむね並行している。